# Ulrike Draesner

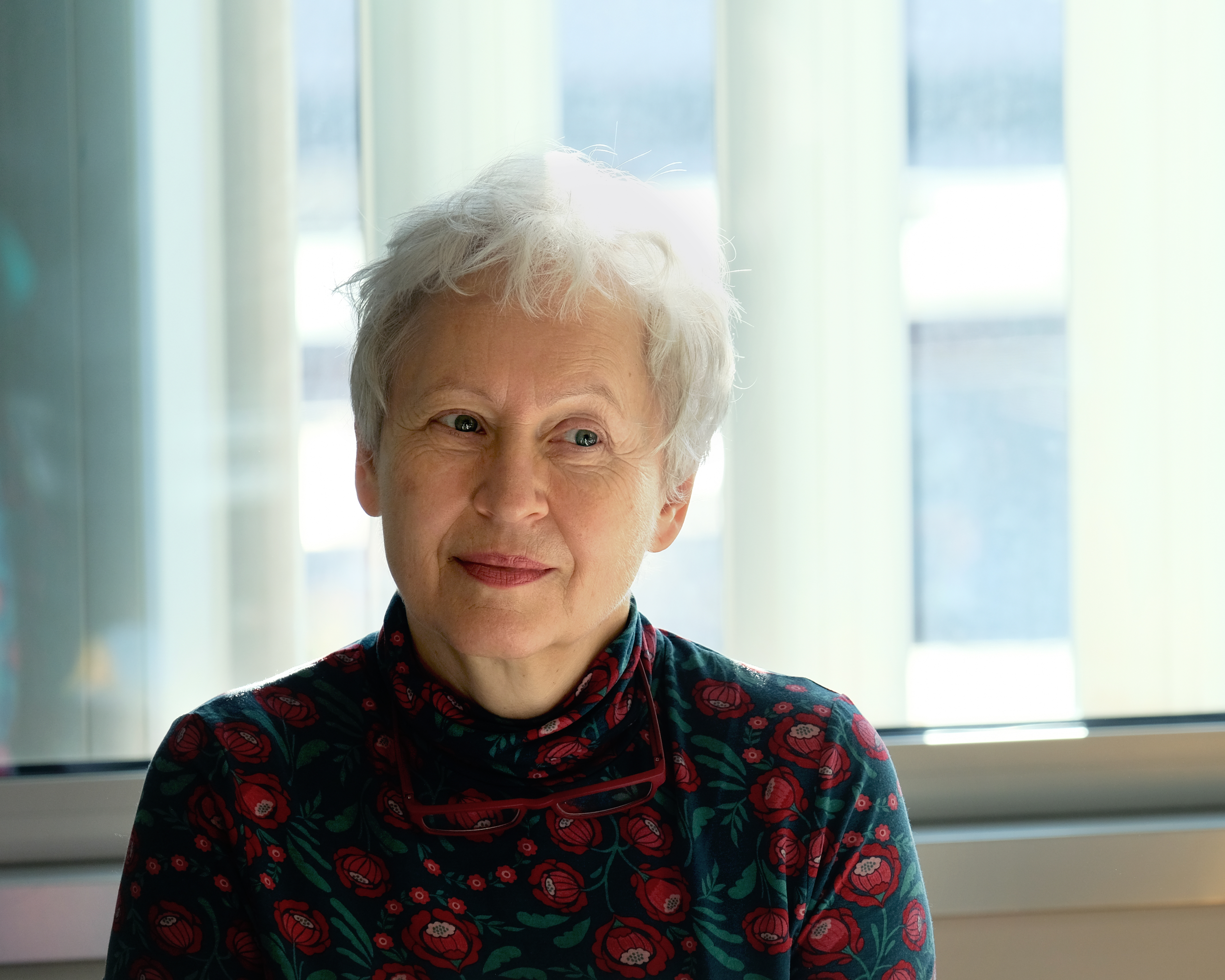
Ulrike Draesner, 2024

Ulrike Draesner (* 20. Januar 1962 in München) ist eine deutsche Schriftstellerin.

## Leben und Schaffen
Ulrike Draesner wuchs als Tochter eines Architekten in München auf. Nach dem Abitur studierte sie mit einem Stipendium der Stiftung Maximilianeum Rechtswissenschaften, Anglistik, Germanistik und Philosophie an den Universitäten in München, Salamanca und Oxford. Von 1989 bis 1993 war sie wissenschaftliche Assistentin am Münchner Institut für Deutsche Philologie. In dieser Zeit promovierte sie über ein mediävistisches Thema.
Im Jahre 1993 gab sie ihre wissenschaftliche Laufbahn zugunsten der schriftstellerischen Arbeit auf. Ulrike Draesner ist Mitglied des PEN-Zentrums Deutschland, der Deutschen Akademie für Sprache und Dichtung und der Nordrhein-Westfälischen Akademie der Wissenschaften und der Künste. Seit 2018 ist sie Professorin für Deutsche Literatur und Erasmus-Koordinatorin am Deutschen Literaturinstitut Leipzig. In der Zeitschrift Volltext hat Ulrike Draesner sich in ihren verschiedenen Rollen als Schriftstellerin und Professorin für literarisches Schreiben selbst interviewt. Sie reflektiert darin das Spannungsverhältnis zwischen diesen Rollen und gibt Auskunft über ihr Verständnis von der Lehrbarkeit des literarischen Schreibens. Sie lebt in Berlin und Leipzig.
Ulrike Draesner verfasst in erster Linie Lyrik und Prosa. Sie arbeitet häufig zusammen mit bildenden Künstlern und Schriftstellerkollegen an sogenannten „intermedialen“ Projekten. Dabei treten Draesners Texte mit Kunstformen wie Bildhauerei, Aktionskunst und Musik in ein Spannungsverhältnis.
Draesner nimmt den Standpunkt ein, dass sich die Intelligenz eines Romans in seiner Form zeigt. In ihren Frankfurter Poetikvorlesungen im Wintersemester 2016/17 fragte sie danach, „was wir durch Literatur erfahren oder wissen können“. 2019 war Draesner mit ihrem Gedicht doggerland Preisträgerin des erstmals verliehenen Gertrud-Kolmar-Preises. 2020 erhielt sie den von der VGH-Stiftung ausgelobten und mit 15.000 Euro dotierten Preis der LiteraTour Nord. Mit dieser Entscheidung würdigten Jury und Stifterin Ulrike Draesner sowohl für ihr bisheriges Werk als auch für ihren zuletzt erschienenen Roman Kanalschwimmer. Ebenfalls 2020 erhielt sie für ihren Roman Schwitters den Bayerischen Buchpreis.

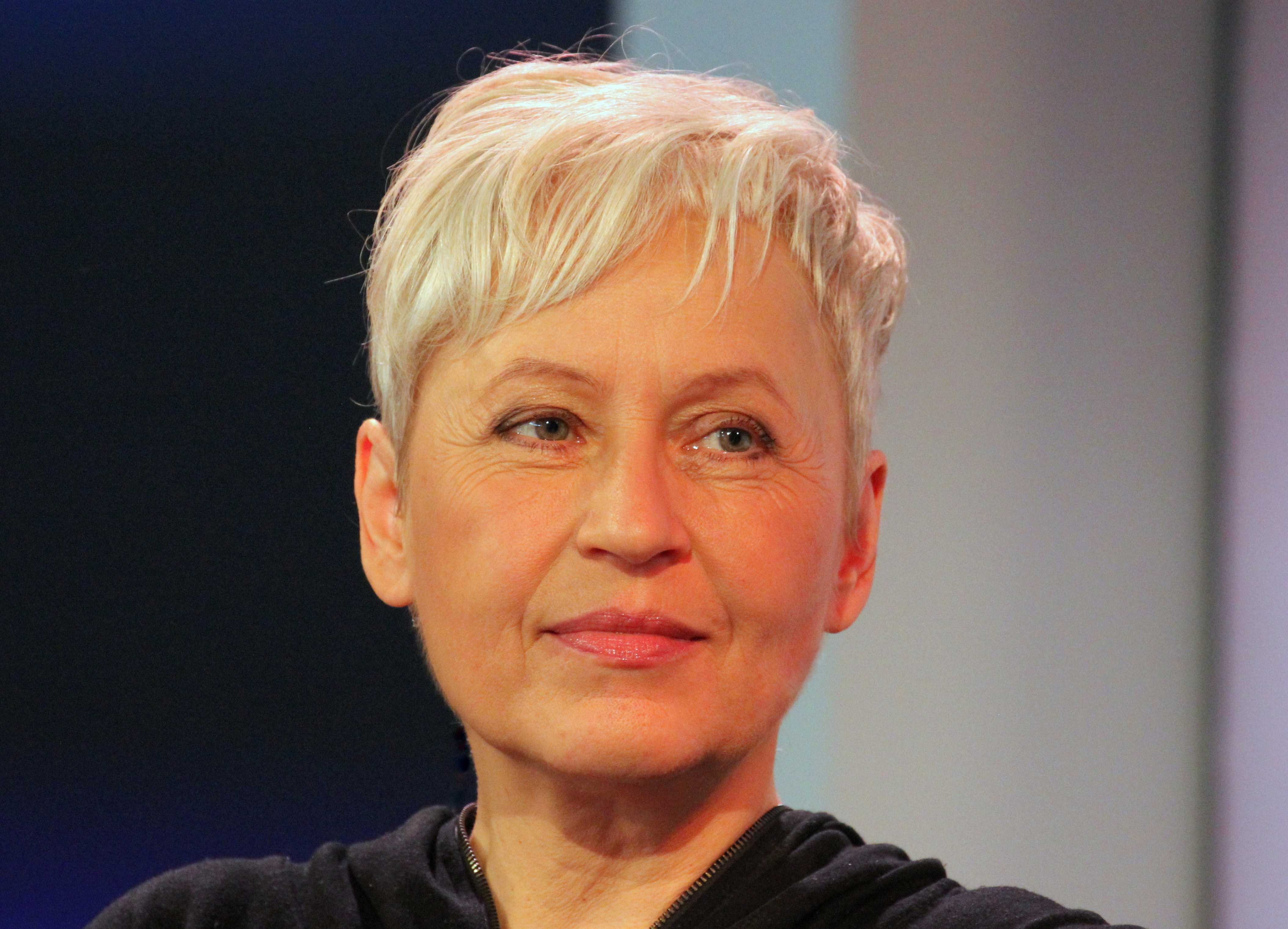
Ulrike Draesner auf der Frankfurter Buchmesse 2018

Im Jahre 2021 erhielt Draesner den mit 50.000 Euro dotierten Großen Preis des Deutschen Literaturfonds: „Ulrike Draesner konfrontiert uns mit Unvereinbarem und Schmerz. Sie experimentiert mit literarischen Formen und fordert die Sprache heraus, ohne ihr Publikum dabei aus den Augen zu verlieren. Ihre Lust am Erzählen und an der Wirkungskraft des Wortes ist in jedem Band zu spüren – gleich ob Prosa, Lyrik oder Essay – und sie ist so ansteckend, dass ihr die Jury den Großen Preis des Deutschen Literaturfonds 2021 zuspricht.“ Der Preis wurde am 11. Oktober 2021 im Literaturhaus Leipzig verliehen. 2023 wurde Draesners Roman Die Verwandelten für den Preis der Leipziger Buchmesse nominiert. Von Draesner stammen auch einige Übersetzungen aus dem Englischen, darunter zwei Bände der 2020 mit dem Literaturnobelpreis ausgezeichneten amerikanischen Lyrikerin Louise Glück.
Ihr Roman zu lieben erschien im September 2024.
Zu ihren „späten Einsichten“ zählen für sie unter anderem:
- Die Welt, in der ich lebe, ist so weiß, das ich meine daraus entstandenen Privilegien nicht einmal mehr wahrnehme.
- Wie viel Spaß es macht, von Jüngeren zu lernen.
- Meine Eltern und Großeltern leben noch einmal durch mich hindurch. Die seltsamen Erinnerungen in meinem Kopf, die ich schon als Kind hatte, kommen von ihnen.
- Alle anderen Menschen um dich herum haben ihre eigenen Seelen, Gefühle und Träume, auch wenn sie alles tun, um das vor dir zu verbergen.
- Es ist erlaubt, keine Lust auf Sex zu haben, auch monatelang. Das ist kein Defizit.
- Einen Mann, der sich darüber wundert, dass ich auf Anhieb zentimetergenau rückwärts einparken kann, sollte ich sofort aus dem Auto aussteigen lassen.[10]

## Werke (Auswahl)
Einzeltitel

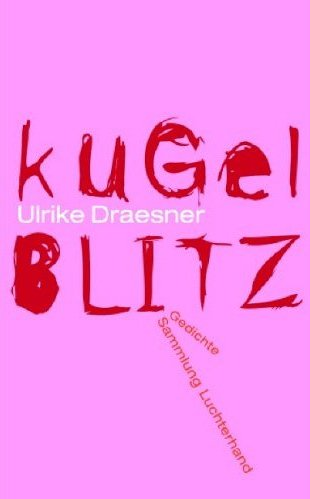
kugelblitz. 2005

- Wege durch erzählte Welten. Intertextuelle Verweise als Mittel der Bedeutungskonstitution in Wolframs Parzival (= Mikrokosmos. Band 36). Lang, Frankfurt am Main 1993, ISBN 3-631-45525-9. (Dissertation. Universität München 1992, über: Wolfram von Eschenbach, Parzival).
- Gedächtnisschleifen. Gedichte. Suhrkamp, Frankfurt am Main 1995, ISBN 3-518-11948-6; überarbeitete Fassung: Luchterhand, München 2008, ISBN 978-3-630-62132-6.
- Anis-o-trop. Gedichte. Rospo, Hamburg 1997.
- Lichtpause. Roman. Volk und Welt, Berlin 1998.
- Reisen unter den Augenlidern. Erzählungen. Ritter, Klagenfurt 1999.
- für die nacht geheuerte zellen. Gedichte. Luchterhand, München 2001.
- Mitgift. Roman. Luchterhand, München 2002.
- Hot Dogs. Erzählungen. Luchterhand, München 2004.
- kugelblitz. Gedichte. Luchterhand, München 2005.
- Spiele. Roman. Luchterhand, München 2005.
- Schöne Frauen lesen. Über Ingeborg Bachmann, Annette von Droste-Hülshoff, Friederike Mayröcker, Virginia Woolf u. v. a. Luchterhand, München 2007, ISBN 978-3-630-62121-0.
- berührte orte. Gedichte. Luchterhand, München 2008, ISBN 978-3-630-87268-1.
- Vorliebe. Roman. Luchterhand, München 2010, ISBN 978-3-630-87294-0.
- Richtig liegen. Geschichten in Paaren. Erzählungen. Luchterhand, München 2011, ISBN 978-3-630-87324-4.
- Heimliche Helden. Über das Nibelungenlied, Heinrich von Kleist, Jean-Henri Fabre, Thomas Mann, James Joyce, Karl Valentin, Gottfried Benn, Tania Blixen, Hans Joachim Schädlich, Gerd-Peter Eigner, Gerhard Falkner. Essays. Luchterhand, München 2013, ISBN 978-3-630-87373-2.[11]
- Sieben Sprünge vom Rand der Welt. Roman. Luchterhand, München 2014, ISBN 978-3-630-87372-5.[12]
- Subsong. Gedichte. Luchterhand, München 2014, ISBN 978-3-630-87461-6.
- Mein Hiddensee. mare, Hamburg 2015, ISBN 978-3-86648-213-5.
- Die fünfte Dimension. Herausgegeben von Holger Pils und Frieder von Ammon. Lyrik Kabinett (Münchner Reden zur Poesie), München 2015, ISBN 978-3-938776-38-4.
- Nibelungen. Heimsuchung. Mit den Illustrationen von Carl Otto Czeschka. Reclam, Stuttgart 2016, ISBN 978-3-15-011005-8.
- Happy Aging. Ulrike Draesner erzählt ihre Wechseljahre. 2 Audio-CDs. Konzeption/Regie: Thomas Böhm u. Klaus Sander. supposé, Berlin 2016, ISBN 978-3-86385-011-1.[13]
- Eine Frau wird älter. Ein Aufbruch. Penguin, München 2018, ISBN 978-3-328-60002-2.[14]
- Grammatik der Gespenster. Frankfurter Poetikvorlesungen. Reclam, Ditzingen 2018, ISBN 978-3-15-011150-5.[15]
- Kanalschwimmer. Roman. mareverlag, Hamburg 2019, ISBN 978-3-86648-288-3.
- Schwitters. Roman. Penguin, München 2020, ISBN 978-3-328-60126-5.
- doggerland. Gedicht. Penguin, München 2021, ISBN 978-3-328-60166-1.[16][17]
- Die Verwandelten. Roman. Penguin, München 2023, ISBN 978-3-328-60172-2.[18]
- Poesiealbum 387. Märkischer Verlag, Wilhelmshorst 2024.
- Brandenburg. Kurzgeschichte, DAS GRAMM #21, 2024.
- zu lieben. Roman. Penguin, München 2024, ISBN 978-3-328-60341-2.

Herausgaben

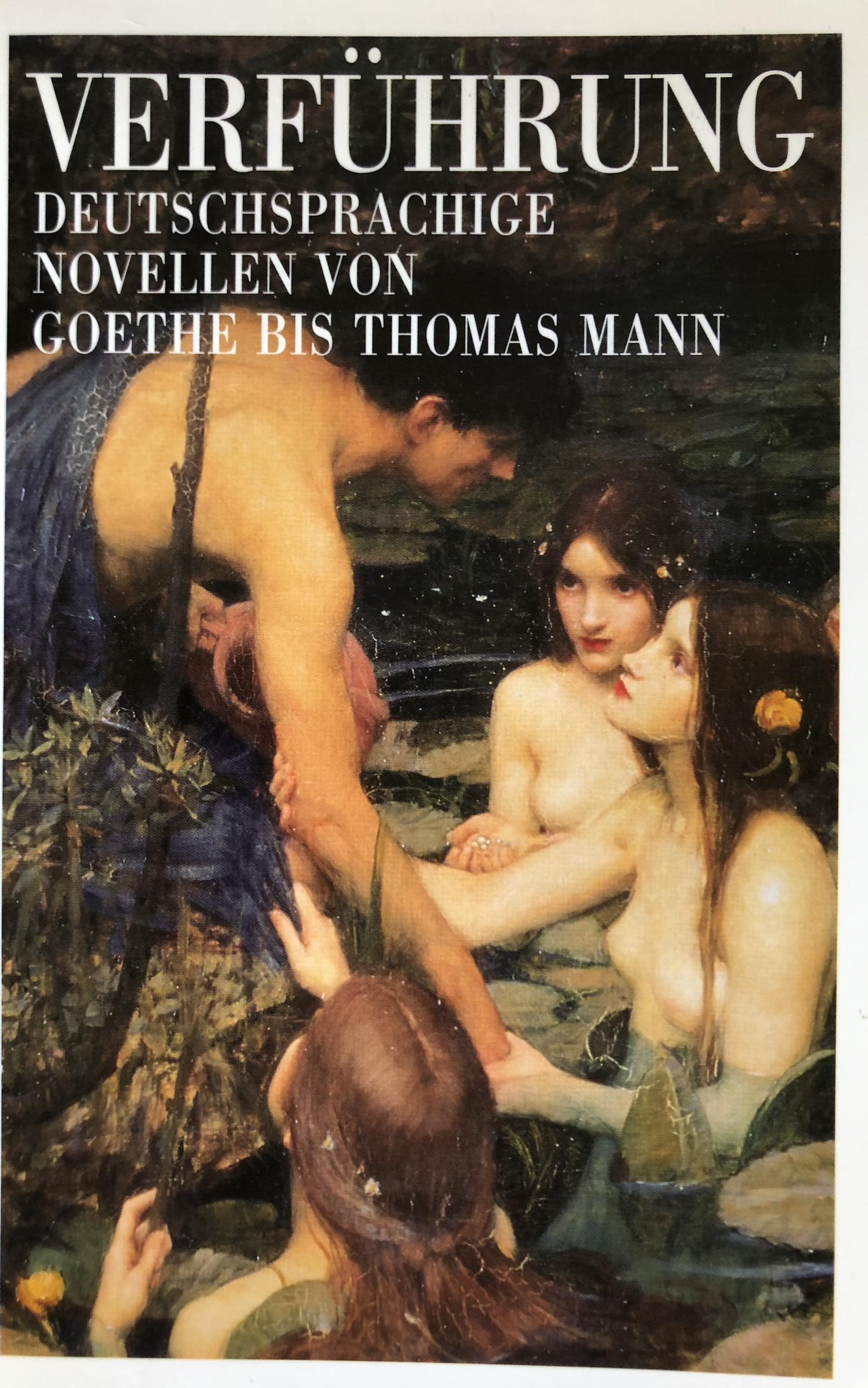
Umschlagbild der Anthologie Verführung in zweiter, revidierter Auflage

- Umschlagbild der Anthologie Verführung in zweiter, revidierter AuflageVerführung. Deutschsprachige Novellen von Goethe bis Musil. Goldmann, München 1994, ISBN 3-442-07645-5. Gegen diese Ausgabe sind die Erben des Robert Musil aus grundsätzlichen Erwägungen juristisch eingeschritten. Deswegen erschien 1995 eine sogenannte zweite Auflage mit derselben ISBN unter dem Titel Verführung. Deutschsprachige Novellen von Goethe bis Thomas Mann.

Literarische Übersetzungen
- Louise Glück: Wilde Iris. München 2008.
- Louise Glück: Averno. München 2007.
- Charles Simmons: Belles Lettres. Mit Klaus Modick. München 2003.
- William Shakespeare: Twin spin. Göttingen 2000.
- Gertrude Stein: The first reader. Klagenfurt 2001.

## Auszeichnungen (Auswahl)
- 1994: Literaturstipendium der Stadt München
- 1995: Förderpreis zum Leonce-und-Lena-Preis
- 1997: Foglio-Preis für Junge Literatur
- 1997: Bayerischer Staatsförderpreis für Literatur
- 2001: Stipendium Künstlerhaus Edenkoben
- 2001: Förderpreis des Friedrich-Hölderlin-Preises der Stadt Bad Homburg
- 2002: Preis der Literaturhäuser
- 2005: Longlist beim Deutschen Buchpreis mit Spiele[19]
- 2006: Droste-Preis der Stadt Meersburg
- 2006: Poetik-Professur an der Universität Bamberg[20]
- 2010: Solothurner Literaturpreis
- 2012: Grenzgänger-Recherchestipendium der Robert Bosch Stiftung für Sieben Sprünge vom Rand der Welt[21]
- 2013: Roswitha-Preis
- 2014: Joachim-Ringelnatz-Preis
- 2014: Longlist Deutscher Buchpreis, mit Sieben Sprünge vom Rand der Welt[22]
- 2015: Usedomer Literaturpreis, für Sieben Sprünge vom Rand der Welt
- 2016: Shortlist „Hörbuch des Jahres“, mit Happy Aging[23]
- 2016: Lyrikpreis Orphil, für Subsong
- 2016: Nicolas-Born-Preis
- 2016/2017: Frankfurter Poetik-Dozentur
- 2017: Stadtschreiberin Helsinki
- 2019: Gertrud-Kolmar-Preis[24]
- 2020: Preis der LiteraTour Nord[25]
- 2020: Deutscher Preis für Nature Writing, gemeinsam mit Esther Kinsky[26]
- 2020: Ida-Dehmel-Literaturpreis
- 2020: Bayerischer Buchpreis – Belletristik, für Schwitters
- 2021: Großer Preis des Deutschen Literaturfonds
- 2023: Spycher: Literaturpreis Leuk[27]
- 2023: Thomas Kling-Poetikdozentur der Universität Bonn
- 2024: Georg-Dehio-Buchpreis[28]
- 2024: Eichendorff-Literaturpreis[29]
- 2024: Literaturpreis der Konrad-Adenauer-Stiftung